# Lira bizantina
La Lira bizantina (Latino: lira, Greco: λύρα, Turco: kemençe) è uno strumento ad arco medievale proprio dell'impero bizantino. Ha un corpo piriforme ed è tenuta in verticale appoggiata sulle ginocchia. Le corde sono messe in vibrazione sfregandole con l'arco e, per variare le note, sono tastate lateralmente con le unghie.  In diverse regioni che un tempo appartenevano all'impero bizantino sono tuttora in uso versioni della lira bizantina.

## Storia
Il primo riferimento scritto alla lira ad arco risale al IX secolo ad opera del geografo persiano Ibn Khordadhbeh; nella sua discussione lessicografica sugli strumenti musicali cita la lira (lūrā) come uno strumento tipico dei bizantini insieme all' urghun (tipo di organo), allo shilyani (probabilmente un tipo di arpa) e al salandj (probabilmente un tipo di cornamusa).
La più antica raffigurazione iconografica conosciuta di questo strumento si trova su uno scrigno bizantino di avorio (900-1100 d.C.), conservato al museo nazionale del Bargello a Firenze (Museo Nazionale, Firenze, Coll. Carrand, No. 26).
Sono stati rinvenuti due esemplari di lira bizantina risalenti all'anno 1190 negli scavi a Novgorod (all'epoca una stazione commerciale sulla via variago-greca che collegava Bisanzio con il Baltico e la Scandinavia).
Secondo il compositore ottomano del XIV secolo Abdülkadir Merâgî, questo strumento era diffuso anche fra i turchi e i persiani con il nome di kemânçe-i rumî ("lira dei romei", cioè dei bizantini); tuttavia non esiste nessuna miniatura o fonte che documenti in questi paesi uno strumento analogo prima del XVIII secolo.
Insieme all'arabo rebab, la lira è considerata l'antenato degli strumenti ad arco europei.
La lira si diffuse ampiamente attraverso le rotte commerciali bizantine, che collegavano i tre continenti. Nel XI e XII secolo gli autori europei utilizzavano i termini lira e fidula in modo intercambiabile per riferirsi agli strumenti ad arco.. Nello stesso periodo il rebab, lo strumento ad arco del mondo arabo, fu introdotto nell'Europa occidentale, probabilmente attraverso la penisola iberica, ed entrambi gli strumenti si diffusero ampiamente attraverso l'Europa, dando origine a diversi strumenti ad arco, come la ribeca, la talharpa  e la crotta. Un importante esempio è l'italiana lira da braccio, uno strumento del XV secolo, che è considerata da molti il predecessore del violino contemporaneo.

## Terminologia
Da un punto di vista organologico la lira bizantina appartiene alla famiglia dei liuti ad arco; tuttavia la parola lira è utilizzata anche per designare uno strumento a corde pizzicate molto popolare nell'antica Grecia (vedi lira), appartenente ad una famiglia totalmente differente. L'uso del termine lira per uno strumento ad arco risale al IX secolo, probabilmente come applicazione del nome a uno strumento che condivideva con quello più antico il fatto di essere cordofono.

## Caratteristiche
La lira bizantina ha un caratteristico corpo piriforme. Viene suonata tenendola verticalmente e facendo vibrare le corde tramite sfregamento con un arco. Per variare le note le corde sono tastate lateralmente con le unghie, invece che pigiate da sopra con i polpastrelli come nel violino; per questo motivo non è provvista di tastiera. La cavigliera è piatta con i piroli retroposti. La lira rappresentata sullo scrigno bizantino conservato al Bargello di Firenze ha due corde e una cassa di risonanza a forma di pera con un manico lungo e stretto. La tavola armonica è raffigurata senza fori di risonanza, ma questa potrebbe essere una stilizzazione raffigurativa. Le lire di Novgorod (1190 d.C.) sono morfologicamente più simili alle lire attuali (vedi la galleria d'immagini): esse hanno una forma a pera e sono lunghe 40 cm; hanno fori di risonanza semicircolari, e hanno tre corde. La corda centrale ha funzione di bordone, mentre le altre servono per la melodia.

## Utilizzo odierno
La lira bizantina sopravvive in molte regioni che un tempo appartenevano all'impero bizantino, in alcuni casi anche con morfologia molto simile a quella antica. Alcuni esempi sono la Politiki lyra (lira della Polis, riferito a Costantinopoli) (Greco: πολίτικη λύρα, turco: Klasik kemençe o Armudî kemençe) in uso in Grecia e Turchia; la lira cretese (Greco: κρητική λύρα); il gadulka (Bulgaro: Гъдулка) in Bulgaria; il gusle in Serbia e Montenegro; la lira calabrese; la lijerica in Dalmazia; la lira pontiaca (Greco: ποντιακή λύρα, turco: Karadeniz kemençe) nelle comunità dei greci del Ponto sulle coste turche del Mar Nero.
Analogamente alle lire trovate a Novgorod, la lira cretese, la gadulka, la lira calabrese e le lire greche di Macedonia, Tracia e Monte Olimpo sono costruite a partire da un unico blocco di legno da cui si ricava la cassa armonica unita al manico, questo termina in un blocco in cui sono fissati i piroli per le corde. Sopra alla cassa viene incollata la tavola armonica, che presenta due piccoli fori armonici semicircolari o circolari. 
La lira cretese è probabilmente la forma superstite di lira bizantina maggiormente diffusa e utilizzata, sebbene anche la più influenzata, dal punto di vista sia morfologico che esecutivo, da altri strumenti, in particolare dal violino.

## Galleria d'immagini

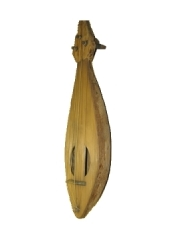
Lira bizantina trovata negli scavi a Novgorod, anno 1190
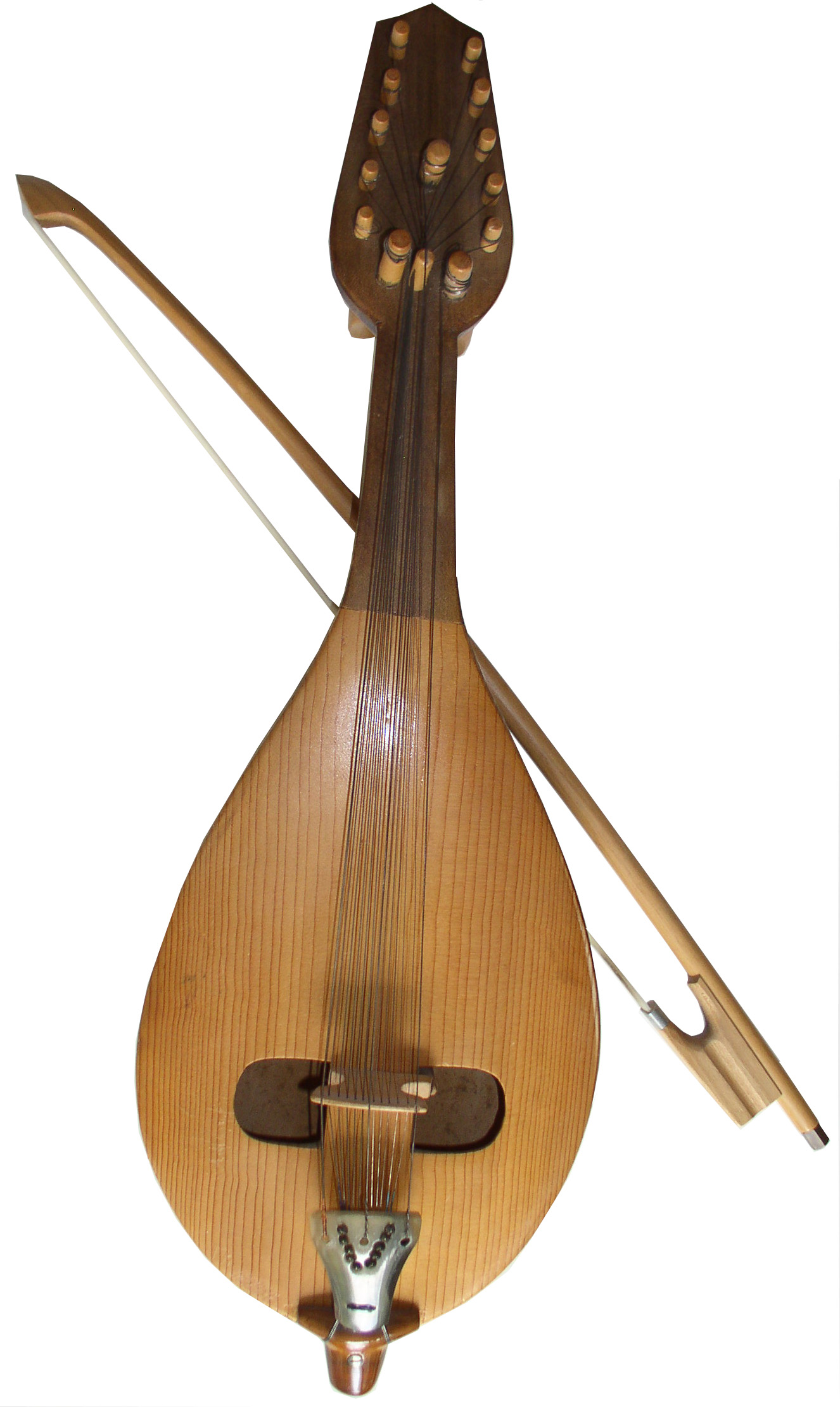
Gadulka, Bulgaria
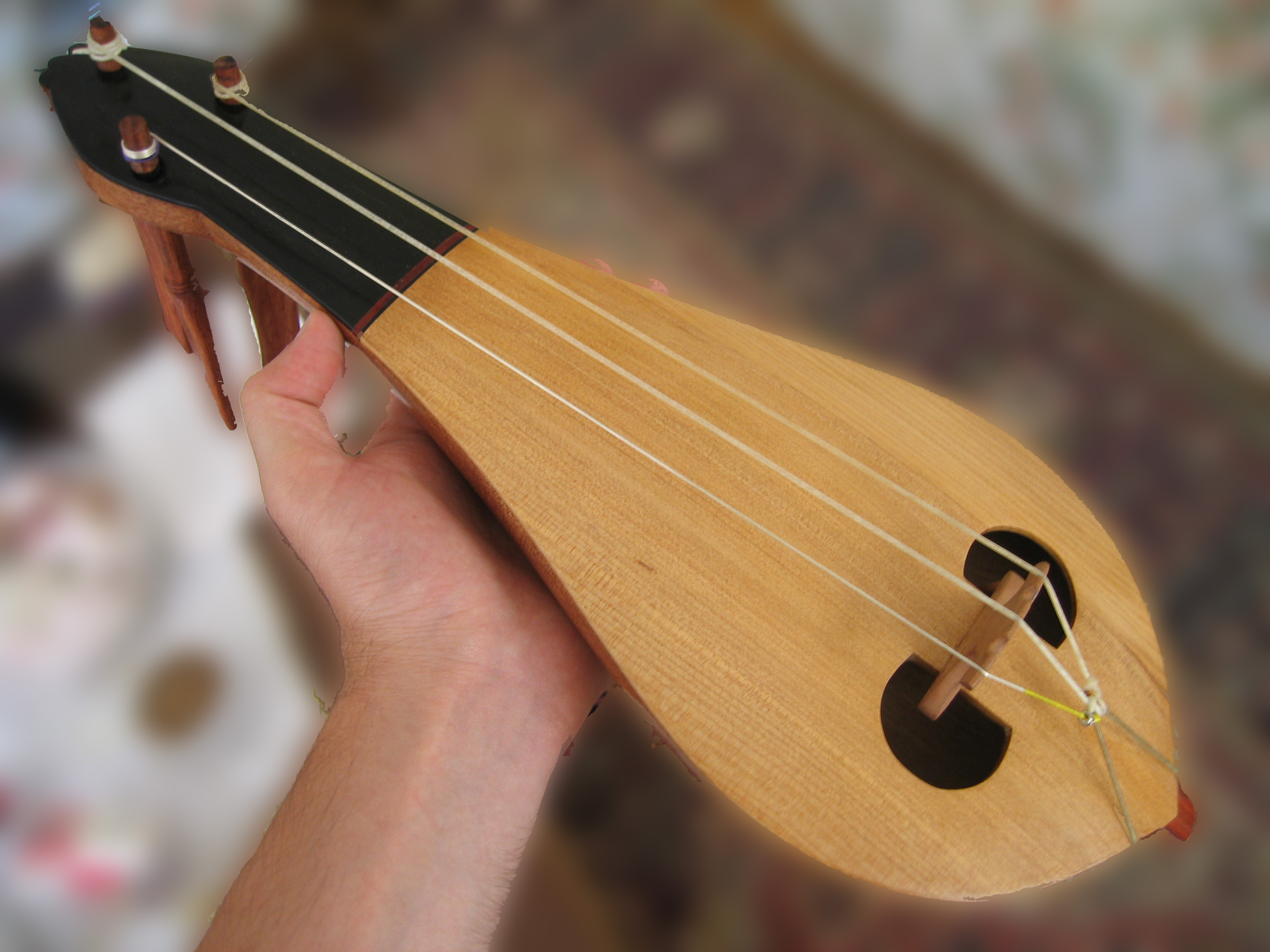
Politiki lyra
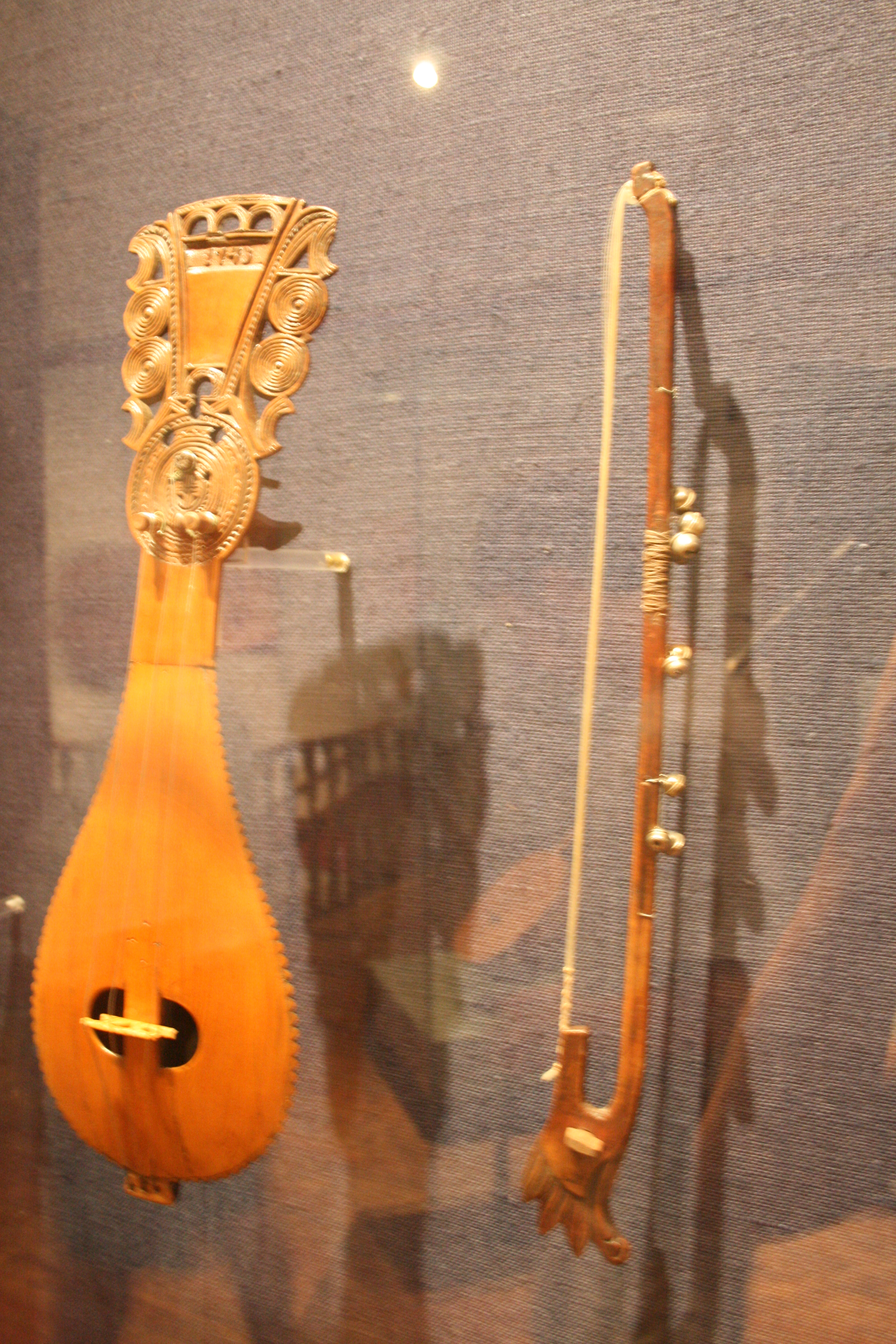
Lira cretese, modello tradizionale
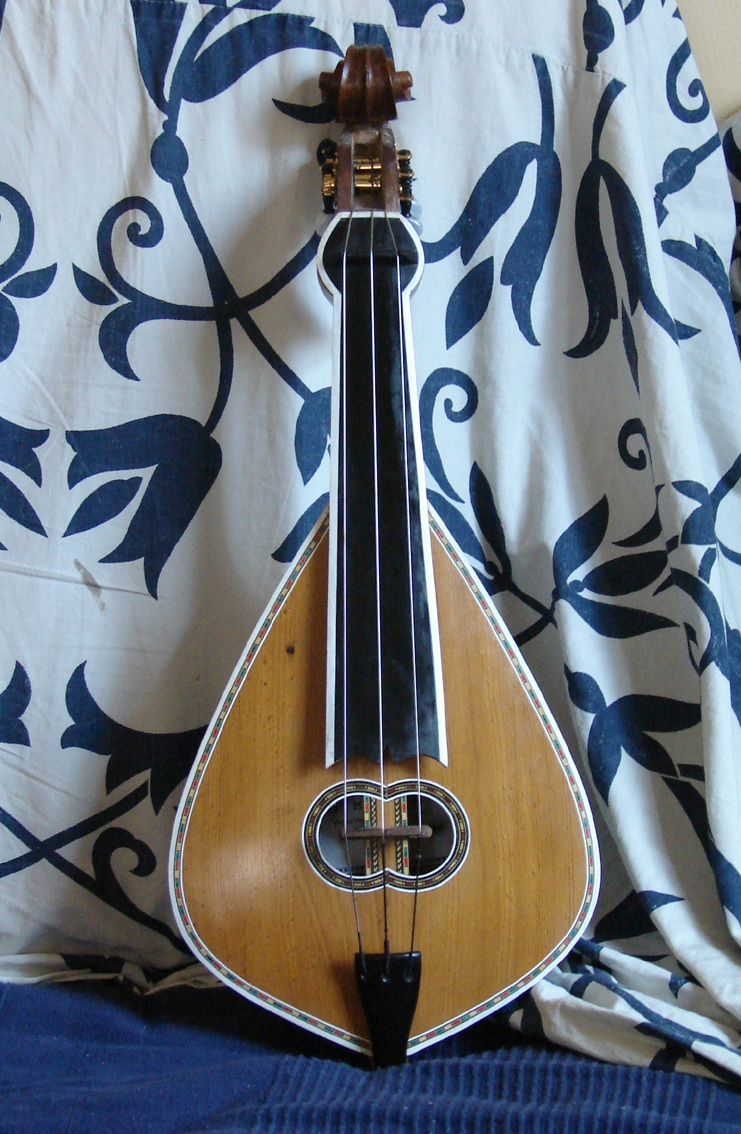
Lira cretese, modello comune dopo gli anni '40 del XX secolo
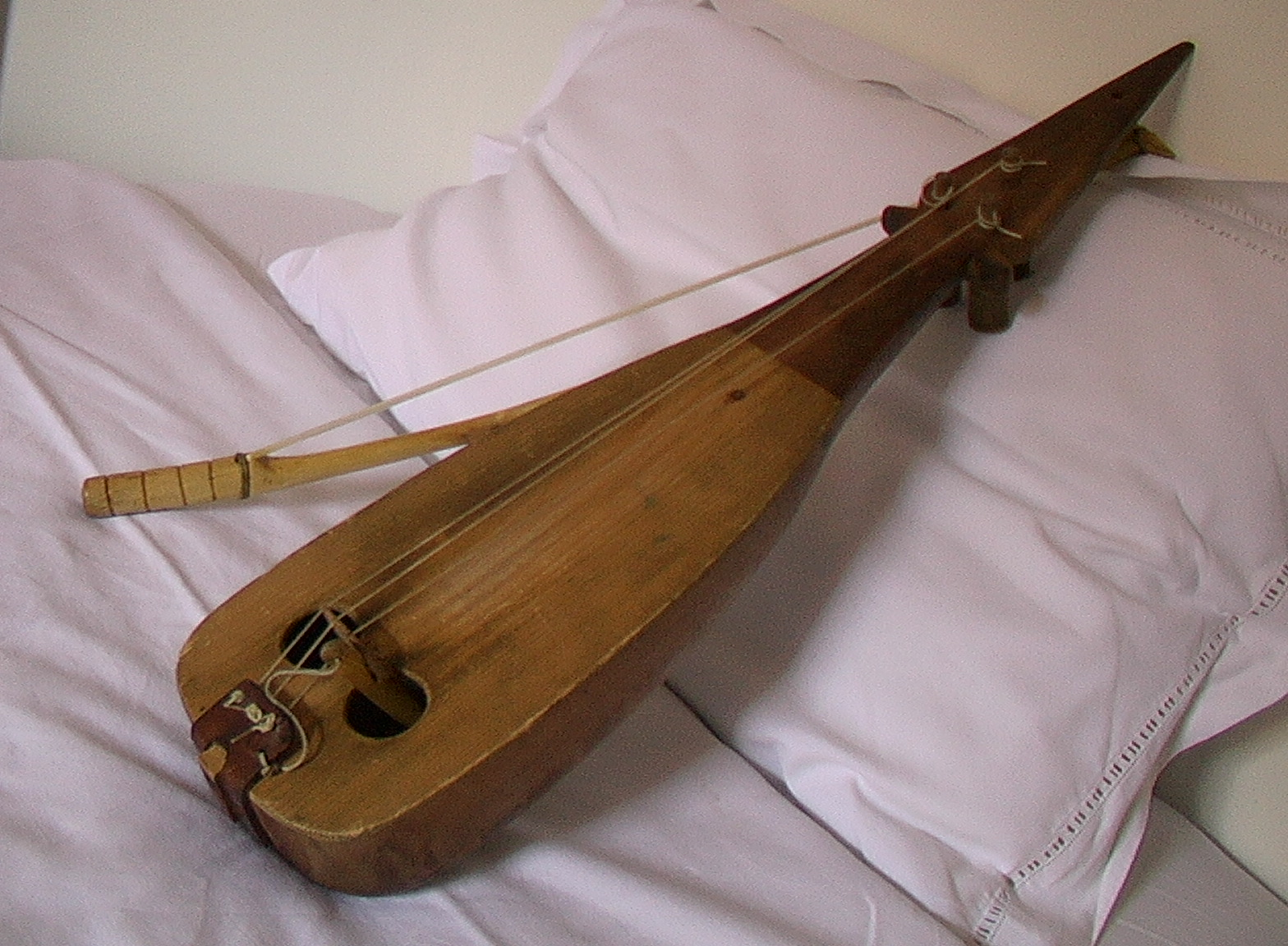
Lira calabrese
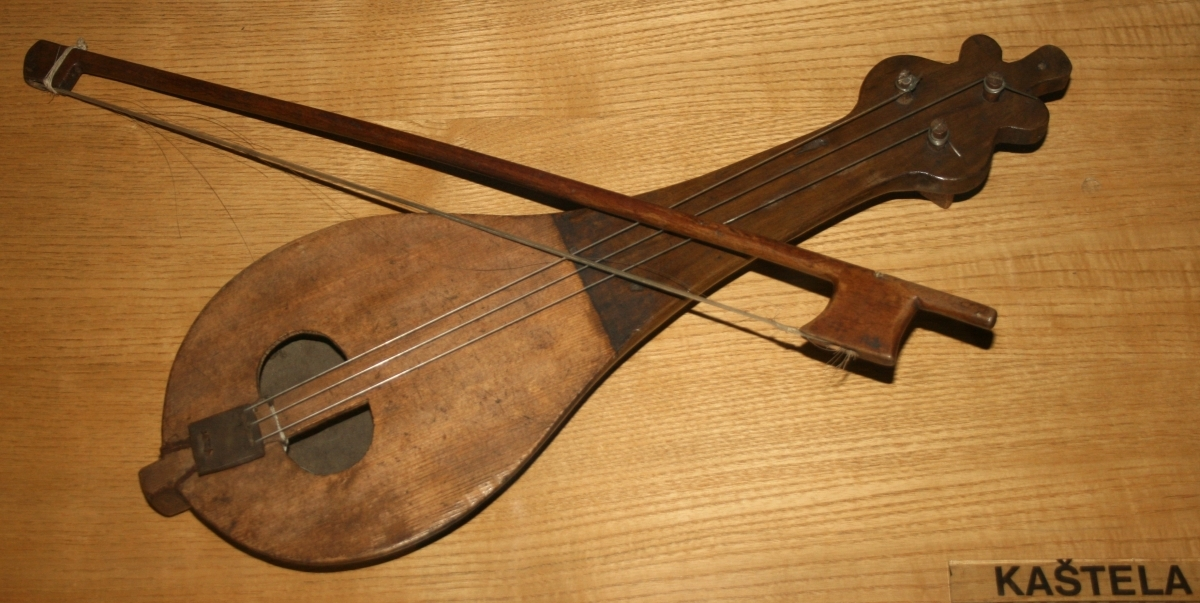
Lijerica, Dalmazia